# Gåstjärnen (Åre socken, Jämtland, 704088-133688)
Gåstjärnen är en sjö i Åre kommun i Jämtland och ingår i Indalsälvens huvudavrinningsområde.